# Escalera a Damasco
Escalera a Damasco (título original árabe : 'سلم الى دمشق',  ALA-LC: Soullam ila Dimashq) es una película siria de 2013, dirigida y guionada por el director sirio Mohammad Malas.
Se basa en una trama biográfica e histórica, y tiene 95 min de duración. La película se rodó con los permisos oficiales en 2011, pero Mohamed Malas decidió modificar el guion sobre la marcha debido a que la guerra civil siria estalló durante su filmación en Damasco, para incorporar así los violentos acontecimientos del trasfondo histórico a la trama y demostrar que el cine de Siria seguía vivo incluso en tiempos de guerra.

## Sinopsis
La película de Mohamed Malas cuenta la historia de una joven que llega a Damasco para estudiar en el Instituto de Arte Dramático y descubre las virtudes de compartir piso, cuando Fouad, un joven aspirante a cineasta, fascinado por la ambigüedad de su personalidad, le ofrece compartir una casa tradicional con otros jóvenes sirios de diferentes regiones y procedencias. Mientras estallan las primeras convulsiones violentas de la guerra civil siria, nace su historia de amor, aislada en la casa. Un fresco con melodías dramáticas grabadas a puerta cerrada, mientras una terrible agitación toma las calles.

## Festivales
Fue presentada en la sección de Cine Contemporáneo Mundial del Festival de cine internacional de Toronto 2013; en la 4ª edición del Festival de Cine Árabe de Malmö, Suecia, en 2014; y en competición oficial en la 35ª edición del Festival internacional del cine mediterráneo de Montpellier en 2013.

## Reparto
- Najla el Wa'za
- Lara Saade
- Bilal Martini
- Gianna Aanid
- Mohamad Zarzour